# Juan, como si nada hubiera sucedido
Juan, como si nada hubiera sucedidoés una pel·lícula argentina-alemanya federal dirigida per Carlos Echeverría, amb textos de Osvaldo Bayer i Carlos Echeverría. Es tracta d'una recerca documental realitzada entre 1984 i 1987, sobre la detenció-desaparició de Juan Marcos Herman a la ciutat de Bariloche durant l'última dictadura. A l'Argentina recentment va poder ser estrenada en 2005, gairebé 20 anys després de realitzada. El cas de Juan Herman és un dels casos d'antisemitisme que va caracteritzar a la dictadura militar argentina. La pel·lícula va ser utilitzada com a prova en el judici per crims de lesa humanitat comesos en el centre clandestina de detenció El Club Atlético.
En una enquesta de 2022 de les 100 millors pel·lícules del cinema argentí, la pel·lícula va aconseguir el lloc 7.

## Sinopsi
La pel·lícula va començar a realitzar-se immediatament després de reconquerida la democràcia al desembre de 1983, documenta la recerca de la detenció-desaparició del jove Juan Marcos Herman a la ciutat de Bariloche en 1977, durant el segon any d'instal·lada l'última dictadura militar a l'Argentina. Malgrat que al país es van produir milers de detencions-desaparicions, en Bariloche l'única que es coneix és la de Juan Herman.
El film, realitzat en blanc i negre, mostra al periodista Esteban Buch, entrevistant les persones a testimonis de la seva desaparició i detenció, així com a les persones que degueren haver estat involucrades en el delicte, entre elles els militars i funcionaris que tenien el poder a Bariloche en aquest moment.
A partir del testimoniatge d'un supervivent del centre clandestí de detenció El Club Atlético, situat a Buenos Aires, que va compartir la cel·la amb Herman durant 20 dies, la pel·lícula va entrevistant els militars i funcionaris de la dictadura, els mateixos que la causa judicial sostenia que eren inhallables, per a tancar la mateixa. Els testimoniatges permeten veure als autors responent de manera espontània, exposant contradiccions i justificacions, moltes vegades amb evident cinisme i confiança que mai serien jutjats per aquests crims.
La pel·lícula registra al final els moments de la revolta militar de Setmana Santa de 1987 i el moment en què el president Raúl Alfonsín anuncia la sanció de la llei d'Obediència deguda que va garantir la impunitat de la major part dels autors de crims de lesa humanitat, entre ells els registrats en el film.

## Circumstàncies

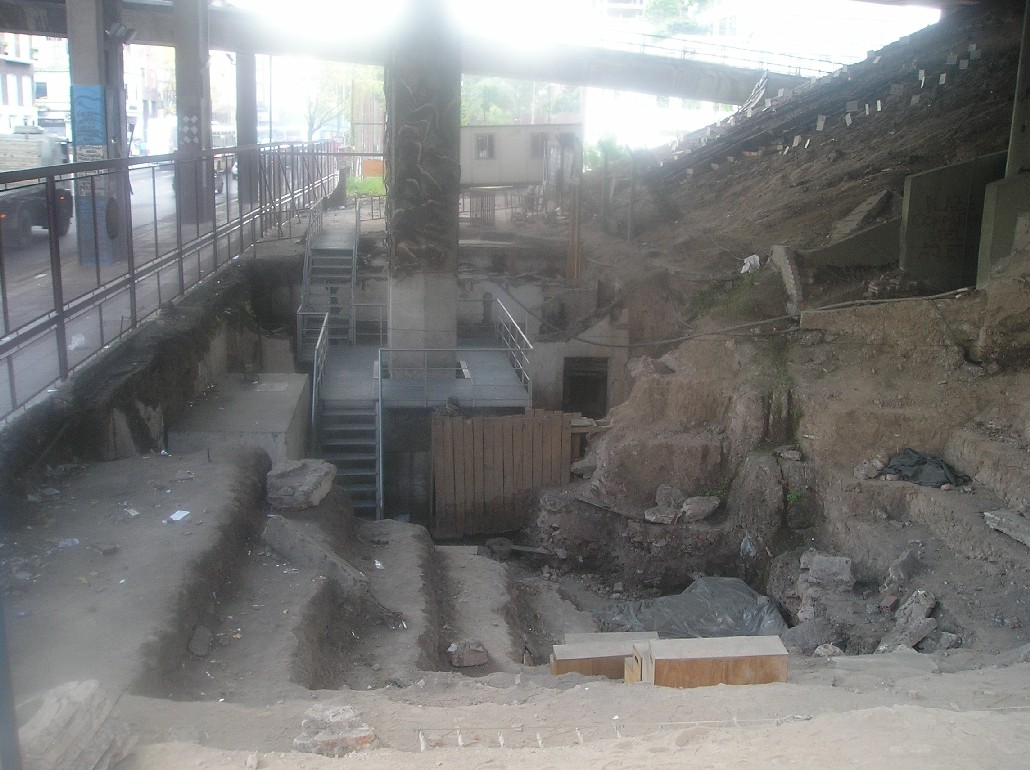
Ruïnes descobertes del centre clandestí de detenció El Club Atlético, a la ciutat de Buenos Aires, on va ser vist amb vida per última vegada Juan Herman.

La pel·lícula va ser realitzada en un moment en el qual la continuïtat de la democràcia no estava assegurada a causa de la pressió dels poders fàctics. A causa d'això ningú es va animar a estrenar el film comercialment, amb excepció del canal 10 de televisió de la província de Tucumán en 1988. A conseqüència d'això, al presentador Rogelio Parolo li van dinamitar la casa als pocs dies.
| «                   | Jo no sé si hi havia una democràcia, però hi havia molta por i es notava molta por, també en els dirigents polítics. En aquest sentit, la cerca era d'una veritable democràcia. Jo vaig notar que la pel·lícula es va valorar bastant pel fet d'enfrontar la pròpia por que també teníem. Per a superar aquesta por em vaig construir una espècie d'Estat abstracte de garantia constitucional que per la por que després em transmetia la gent des de les sales com a espectadors em donava compte que no existia. | » |
| — Carlos Echeverría | |   |

En 2005 les lleis d'impunitat van ser deixades sense efecte i els judicis per crims de lesa humanitat comesos durant la dictadura van ser reoberts. Malgrat això la causa per la qual va tramitar el segrest de Juan Herman en Bariloche no havia estat reoberta, almenys fins a 2013.
Però si va ser reoberta la causa núm. 1824, relacionada amb la detenció il·legal, les tortures i la desaparició de Juan Herman i altres desapareguts al Club Atlético. En la mateixa es va dictar sentència el 15 de juny de 2012, resultant condemnats en la mateixa Pedro Santiago Godoy i Alfredo Omar Feito. Entre altres proves, els jutges es van basar en la pel·lícula.